# 2008-as női kézilabda-Európa-bajnokság
A 2008-as női kézilabda-Európa-bajnokságot Macedóniában rendezték december 2. és 14. között. Az Európa-bajnokságot Norvégia válogatottja nyerte, sorozatban harmadszor, a döntőben a spanyol csapat felett aratott nagyarányú győzelemmel.

## Selejtezők
A csoportok beosztását július 20-án sorsolták.
| Selejtezők 2008. május 31/június 1. és június 7/08. | Selejtezők 2008. május 31/június 1. és június 7/08. | Selejtezők 2008. május 31/június 1. és június 7/08. |
| --------------------------------------------------- | --------------------------------------------------- | --------------------------------------------------- |
| Szlovákia                                           | 27:28 , 24:30                                       | Ukrajna                                             |
| Olaszország                                         | 27:29 , 26:36                                       | Ausztria                                            |
| Spanyolország                                       | 24:19 , 30:30                                       | Litvánia                                            |
| Lengyelország                                       | 37:28 , 24:35                                       | Portugália                                          |
| Montenegró                                          | 40:35 , 23:31                                       | Horvátország                                        |
| Izland                                              | 23:37 , 23:33                                       | Románia                                             |
| Fehéroroszország                                    | 29:25 , 25:25                                       | Szlovénia                                           |
| Svédország                                          | 25:19 , 29:25                                       | Csehország                                          |
| Törökország                                         | 25:24 , 19:21                                       | Dánia                                               |
| Hollandia                                           | 24:23 , 28:31                                       | Szerbia                                             |

| Biztos résztvevők | Biztos résztvevők          |
| ----------------- | -------------------------- |
| Macedónia         | házigazda                  |
| Norvégia          | az előző Eb győztese       |
| Oroszország       | az előző Eb 2. helyezettje |
| Franciaország     | az előző Eb 3. helyezettje |
| Németország       | az előző Eb 4. helyezettje |
| Magyarország      | az előző Eb 5. helyezettje |

## Helyszínek
| Szkopje Ohrid | Szkopje                                        | Ohrid                                        |
| Szkopje Ohrid |                                                |                                              |
| Szkopje Ohrid | Borisz Trajkovszki Sportcsarnok Férőhely: 8000 | Biljanini Izvori Sportcsarnok Férőhely: 3500 |

## Részt vevő csapatok
| A csoport     | B csoport     | C csoport        | D csoport    |
| ------------- | ------------- | ---------------- | ------------ |
| Franciaország | Norvégia      | Oroszország      | Németország  |
| Magyarország  | Portugália    | Svédország       | Horvátország |
| Dánia         | Spanyolország | Ausztria         | Macedónia    |
| Románia       | Ukrajna       | Fehéroroszország | Szerbia      |

### A magyar csapat
A magyar válogatottnak nem kellett selejtezőt játszania, a 2006-os Európa-bajnokságon elért ötödik hely automatikus részvételt jelentett. A felkészülés során a november 21-23. között Szombathelyen rendezett Pannon-kupán az osztrák, a macedón és a horvát válogatottat legyőzve tornagyőztes lett. Ezután Tatán készült a már 16 fősre szűkített végső keret.
Az Európa-bajnokságra utazó 16 fős keret:

| #  | Név                 | Klub                    | Válogatottság* | Gólok* |
| -- | ------------------- | ----------------------- | -------------- | ------ |
| 3  | Balogh Barbara      | Dunaferr NK             | 5              | 6      |
| 22 | Bódi Bernadett      | Randers HK              | 24             | 31     |
| 10 | Bulath Anita        | RK Podravka Vegeta      | 4              | 10     |
| 13 | Görbicz Anita       | Győri Audi ETO KC       | 148            | 657    |
| 12 | Herr Orsolya        | Győri Audi ETO KC       | 61             | 0      |
| 31 | Hornyák Ágnes       | Győri Audi ETO KC       | 78             | 60     |
| 83 | Kovacsicz Mónika    | Viborg HK               | 64             | 166    |
| 16 | Pálinger Katalin    | Győri Audi ETO KC       | 226            | 1      |
| 1  | Pastrovics Melinda  | DVSC-Aquaticum          | 10             | 0      |
| 20 | Sopronyi Anett      | Tajtavill-Nyíradony     | 3              | 4      |
| 18 | Szamoránsky Piroska | Budapest Bank-FTC       | 61             | 149    |
| 8  | Szűcs Gabriella     | CS "Oltchim" Rm. Valcea | 86             | 134    |
| 7  | Szucsánszki Zita    | Budapest Bank-FTC       | 23             | 58     |
| 87 | Tomori Zsuzsanna    | Győri Audi ETO KC       | 44             | 76     |
| 6  | Vérten Orsolya      | Győri Audi ETO KC       | 85             | 250    |
| 9  | Vincze Melinda      | Dunaferr NK             | 9              | 10     |

* Az adatok az Európa-bajnokság előtti állapotot jelzik.
- Szövetségi kapitány: Imre Vilmos
- Edző: Konkoly Csaba, Mátéfi Eszter

## Csoportkör

### A csoport
| Hely. | Csapat        | M | Gy | D | V | G+ | G– | Gk  | P | Továbbjutás |
| ----- | ------------- | - | -- | - | - | -- | -- | --- | - | ----------- |
| 1.    | Románia       | 3 | 3  | 0 | 0 | 84 | 71 | +13 | 6 | Középdöntő  |
| 2.    | Dánia         | 3 | 1  | 1 | 1 | 75 | 76 | −1  | 3 | Középdöntő  |
| 3.    | Magyarország  | 3 | 1  | 1 | 1 | 76 | 79 | −3  | 3 | Középdöntő  |
| 4.    | Franciaország | 3 | 0  | 0 | 3 | 74 | 83 | −9  | 0 |             |

| 2008. december 3. 18:15 | Magyarország | 21–27  | Románia                  | Borisz Trajkovszki Sportcsarnok, Szkopje Nézőszám: 1000 Játékvezetők: Baranowski, Lemanowicz (POL) |
| 2008. december 3. 18:15 | Görbicz 5    | (9–11) | Lecusanu, Manea, Neagu 5 | Borisz Trajkovszki Sportcsarnok, Szkopje Nézőszám: 1000 Játékvezetők: Baranowski, Lemanowicz (POL) |
| 2008. december 3. 18:15 | Jegyzőkönyv  |        |                          | Borisz Trajkovszki Sportcsarnok, Szkopje Nézőszám: 1000 Játékvezetők: Baranowski, Lemanowicz (POL) |

| 2008. december 3. 20:15 | Franciaország | 23–24   | Dánia  | Borisz Trajkovszki Sportcsarnok, Szkopje Nézőszám: 800 Játékvezetők: Lindroos, Leandersson (FIN) |
| 2008. december 3. 20:15 | Spincer 6     | (13–10) | Aaen 7 | Borisz Trajkovszki Sportcsarnok, Szkopje Nézőszám: 800 Játékvezetők: Lindroos, Leandersson (FIN) |
| 2008. december 3. 20:15 | Jegyzőkönyv   |         |        | Borisz Trajkovszki Sportcsarnok, Szkopje Nézőszám: 800 Játékvezetők: Lindroos, Leandersson (FIN) |

| 2008. december 5. 18:15 | Románia         | 30–25   | Franciaország    | Borisz Trajkovszki Sportcsarnok, Szkopje Nézőszám: 700 Játékvezetők: Brunovsky, Canda (SVK) |
| 2008. december 5. 18:15 | Ardean-Elisei 8 | (17–13) | Dembélé, Limal 4 | Borisz Trajkovszki Sportcsarnok, Szkopje Nézőszám: 700 Játékvezetők: Brunovsky, Canda (SVK) |
| 2008. december 5. 18:15 | Jegyzőkönyv     |         |                  | Borisz Trajkovszki Sportcsarnok, Szkopje Nézőszám: 700 Játékvezetők: Brunovsky, Canda (SVK) |

| 2008. december 5. 20:15 | Dánia       | 26–26   | Magyarország | Borisz Trajkovszki Sportcsarnok, Szkopje Nézőszám: 1000 Játékvezetők: Marić, Mašić (SRB) |
| 2008. december 5. 20:15 | Skov 6      | (16–17) | Görbicz 10   | Borisz Trajkovszki Sportcsarnok, Szkopje Nézőszám: 1000 Játékvezetők: Marić, Mašić (SRB) |
| 2008. december 5. 20:15 | Jegyzőkönyv |         |              | Borisz Trajkovszki Sportcsarnok, Szkopje Nézőszám: 1000 Játékvezetők: Marić, Mašić (SRB) |

| 2008. december 7. 18:15 | Franciaország   | 26–29   | Magyarország | Borisz Trajkovszki Sportcsarnok, Szkopje Nézőszám: 600 Játékvezetők: Andersen, Sødal (NOR) |
| 2008. december 7. 18:15 | Kamto N'jitam 7 | (14–15) | Görbicz 9    | Borisz Trajkovszki Sportcsarnok, Szkopje Nézőszám: 600 Játékvezetők: Andersen, Sødal (NOR) |
| 2008. december 7. 18:15 | Jegyzőkönyv     |         |              | Borisz Trajkovszki Sportcsarnok, Szkopje Nézőszám: 600 Játékvezetők: Andersen, Sødal (NOR) |

| 2008. december 7. 20:15 | Dánia          | 25–27   | Románia    | Borisz Trajkovszki Sportcsarnok, Szkopje Nézőszám: 1000 Játékvezetők: Bol, van Eck (NED) |
| 2008. december 7. 20:15 | Møller, Skov 5 | (13–10) | Lecusanu 9 | Borisz Trajkovszki Sportcsarnok, Szkopje Nézőszám: 1000 Játékvezetők: Bol, van Eck (NED) |
| 2008. december 7. 20:15 | Jegyzőkönyv    |         |            | Borisz Trajkovszki Sportcsarnok, Szkopje Nézőszám: 1000 Játékvezetők: Bol, van Eck (NED) |

### B csoport
| Hely. | Csapat        | M | Gy | D | V | G+ | G–  | Gk  | P | Továbbjutás |
| ----- | ------------- | - | -- | - | - | -- | --- | --- | - | ----------- |
| 1.    | Norvégia      | 3 | 2  | 1 | 0 | 88 | 60  | +28 | 5 | Középdöntő  |
| 2.    | Spanyolország | 3 | 1  | 2 | 0 | 74 | 69  | +5  | 4 | Középdöntő  |
| 3.    | Ukrajna       | 3 | 1  | 1 | 1 | 82 | 81  | +1  | 3 | Középdöntő  |
| 4.    | Portugália    | 3 | 0  | 0 | 3 | 67 | 101 | −34 | 0 |             |

| 2008. december 3. 17:15 | Portugália  | 24–38   | Ukrajna       | Biljanini Izvori Sportcsarnok, Ohrid Nézőszám: 500 Játékvezetők: Nikolovski, Kolevski (MKD) |
| 2008. december 3. 17:15 | Barbosa 9   | (14–17) | Nikolayenko 9 | Biljanini Izvori Sportcsarnok, Ohrid Nézőszám: 500 Játékvezetők: Nikolovski, Kolevski (MKD) |
| 2008. december 3. 17:15 | Jegyzőkönyv |         |               | Biljanini Izvori Sportcsarnok, Ohrid Nézőszám: 500 Játékvezetők: Nikolovski, Kolevski (MKD) |

| 2008. december 3. 19:15 | Norvégia     | 21–21 | Spanyolország | Biljanini Izvori Sportcsarnok, Ohrid Nézőszám: 1000 Játékvezetők: Marić, Mašić (SRB) |
| 2008. december 3. 19:15 | Riegelhuth 5 | (9–7) | Mangué 6      | Biljanini Izvori Sportcsarnok, Ohrid Nézőszám: 1000 Játékvezetők: Marić, Mašić (SRB) |
| 2008. december 3. 19:15 | Jegyzőkönyv  |       |               | Biljanini Izvori Sportcsarnok, Ohrid Nézőszám: 1000 Játékvezetők: Marić, Mašić (SRB) |

| 2008. december 5. 17:15 | Spanyolország    | 29–24   | Portugália | Biljanini Izvori Sportcsarnok, Ohrid Nézőszám: 500 Játékvezetők: Leifsson, Pálsson (ISL) |
| 2008. december 5. 17:15 | Pinedo, Mangué 7 | (12–13) | Barbosa 11 | Biljanini Izvori Sportcsarnok, Ohrid Nézőszám: 500 Játékvezetők: Leifsson, Pálsson (ISL) |
| 2008. december 5. 17:15 | Jegyzőkönyv      |         |            | Biljanini Izvori Sportcsarnok, Ohrid Nézőszám: 500 Játékvezetők: Leifsson, Pálsson (ISL) |

| 2008. december 5. 19:15 | Ukrajna                  | 20–33  | Norvégia | Biljanini Izvori Sportcsarnok, Ohrid Nézőszám: 1000 Játékvezetők: Bol, van Eck (NED) |
| 2008. december 5. 19:15 | Pidpalova, Nikolayenko 5 | (8–16) | Larsen 7 | Biljanini Izvori Sportcsarnok, Ohrid Nézőszám: 1000 Játékvezetők: Bol, van Eck (NED) |
| 2008. december 5. 19:15 | Jegyzőkönyv              |        |          | Biljanini Izvori Sportcsarnok, Ohrid Nézőszám: 1000 Játékvezetők: Bol, van Eck (NED) |

| 2008. december 7. 17:15 | Spanyolország | 24–24   | Ukrajna    | Biljanini Izvori Sportcsarnok, Ohrid Nézőszám: 1000 Játékvezetők: Brunovsky, Canda (SVK) |
| 2008. december 7. 17:15 | Beatriz 7     | (12–12) | Shymkute 8 | Biljanini Izvori Sportcsarnok, Ohrid Nézőszám: 1000 Játékvezetők: Brunovsky, Canda (SVK) |
| 2008. december 7. 17:15 | Jegyzőkönyv   |         |            | Biljanini Izvori Sportcsarnok, Ohrid Nézőszám: 1000 Játékvezetők: Brunovsky, Canda (SVK) |

| 2008. december 7. 19:15 | Norvégia     | 34–19  | Portugália | Biljanini Izvori Sportcsarnok, Ohrid Nézőszám: 1200 Játékvezetők: Lindroos, Leandersson (FIN) |
| 2008. december 7. 19:15 | Riegelhuth 9 | (16–9) | Barbosa 6  | Biljanini Izvori Sportcsarnok, Ohrid Nézőszám: 1200 Játékvezetők: Lindroos, Leandersson (FIN) |
| 2008. december 7. 19:15 | Jegyzőkönyv  |        |            | Biljanini Izvori Sportcsarnok, Ohrid Nézőszám: 1200 Játékvezetők: Lindroos, Leandersson (FIN) |

### C csoport
| Hely. | Csapat           | M | Gy | D | V | G+ | G– | Gk  | P | Továbbjutás |
| ----- | ---------------- | - | -- | - | - | -- | -- | --- | - | ----------- |
| 1.    | Oroszország      | 3 | 2  | 1 | 0 | 79 | 66 | +13 | 5 | Középdöntő  |
| 2.    | Svédország       | 3 | 1  | 2 | 0 | 64 | 50 | +14 | 4 | Középdöntő  |
| 3.    | Fehéroroszország | 3 | 1  | 1 | 1 | 77 | 71 | +6  | 3 | Középdöntő  |
| 4.    | Ausztria         | 3 | 0  | 0 | 3 | 53 | 86 | −33 | 0 |             |

| 2008. december 2. 18:15 | Svédország      | 21–21  | Fehéroroszország | Biljanini Izvori Sportcsarnok, Ohrid Nézőszám: 1000 Játékvezetők: Bol, van Eck (NED) |
| 2008. december 2. 18:15 | Ahlm, Utković 4 | (13–7) | Kurchankova 6    | Biljanini Izvori Sportcsarnok, Ohrid Nézőszám: 1000 Játékvezetők: Bol, van Eck (NED) |
| 2008. december 2. 18:15 | Jegyzőkönyv     |        |                  | Biljanini Izvori Sportcsarnok, Ohrid Nézőszám: 1000 Játékvezetők: Bol, van Eck (NED) |

| 2008. december 2. 20:15 | Oroszország                     | 31–22   | Ausztria | Biljanini Izvori Sportcsarnok, Ohrid Nézőszám: 1000 Játékvezetők: Leifsson, Pálsson (ISL) |
| 2008. december 2. 20:15 | Davydenko, Dmitrieva, Vetkova 5 | (13–10) | Engel 8  | Biljanini Izvori Sportcsarnok, Ohrid Nézőszám: 1000 Játékvezetők: Leifsson, Pálsson (ISL) |
| 2008. december 2. 20:15 | Jegyzőkönyv                     |         |          | Biljanini Izvori Sportcsarnok, Ohrid Nézőszám: 1000 Játékvezetők: Leifsson, Pálsson (ISL) |

| 2008. december 4. 18:15 | Ausztria    | 10–24  | Svédország | Biljanini Izvori Sportcsarnok, Ohrid Nézőszám: 500 Játékvezetők: Rakytina, Tkachuk (UKR) |
| 2008. december 4. 18:15 | Engel 4     | (5–11) | Ahlm 5     | Biljanini Izvori Sportcsarnok, Ohrid Nézőszám: 500 Játékvezetők: Rakytina, Tkachuk (UKR) |
| 2008. december 4. 18:15 | Jegyzőkönyv |        |            | Biljanini Izvori Sportcsarnok, Ohrid Nézőszám: 500 Játékvezetők: Rakytina, Tkachuk (UKR) |

| 2008. december 4. 20:15 | Fehéroroszország | 25–29   | Oroszország                       | Biljanini Izvori Sportcsarnok, Ohrid Nézőszám: 700 Játékvezetők: Baranowski, Lemanowicz (POL) |
| 2008. december 4. 20:15 | Mahilina 5       | (12–18) | Poljonova, Poltoratskaya, Turey 4 | Biljanini Izvori Sportcsarnok, Ohrid Nézőszám: 700 Játékvezetők: Baranowski, Lemanowicz (POL) |
| 2008. december 4. 20:15 | Jegyzőkönyv      |         |                                   | Biljanini Izvori Sportcsarnok, Ohrid Nézőszám: 700 Játékvezetők: Baranowski, Lemanowicz (POL) |

| 2008. december 6. 18:15 | Oroszország | 19–19 | Svédország | Biljanini Izvori Sportcsarnok, Ohrid Nézőszám: 1500 Játékvezetők: Dobrovits, Tájok (HUN) |
| 2008. december 6. 18:15 | Poljonova 4 | (5–8) | Ahlm 6     | Biljanini Izvori Sportcsarnok, Ohrid Nézőszám: 1500 Játékvezetők: Dobrovits, Tájok (HUN) |
| 2008. december 6. 18:15 | Jegyzőkönyv |       |            | Biljanini Izvori Sportcsarnok, Ohrid Nézőszám: 1500 Játékvezetők: Dobrovits, Tájok (HUN) |

| 2008. december 6. 20:15 | Ausztria    | 21–31   | Fehéroroszország | Biljanini Izvori Sportcsarnok, Ohrid Nézőszám: 800 Játékvezetők: Nikolovski, Kolevski (MKD) |
| 2008. december 6. 20:15 | Acimovic 7  | (14–12) | Mahilina 6       | Biljanini Izvori Sportcsarnok, Ohrid Nézőszám: 800 Játékvezetők: Nikolovski, Kolevski (MKD) |
| 2008. december 6. 20:15 | Jegyzőkönyv |         |                  | Biljanini Izvori Sportcsarnok, Ohrid Nézőszám: 800 Játékvezetők: Nikolovski, Kolevski (MKD) |

### D csoport
| Hely. | Csapat        | M | Gy | D | V | G+ | G– | Gk | P | Továbbjutás |
| ----- | ------------- | - | -- | - | - | -- | -- | -- | - | ----------- |
| 1.    | Németország   | 3 | 3  | 0 | 0 | 89 | 80 | +9 | 6 | Középdöntő  |
| 2.    | Macedónia (R) | 3 | 2  | 0 | 1 | 84 | 84 | 0  | 4 | Középdöntő  |
| 3.    | Horvátország  | 3 | 1  | 0 | 2 | 86 | 89 | −3 | 2 | Középdöntő  |
| 4.    | Szerbia       | 3 | 0  | 0 | 3 | 87 | 93 | −6 | 0 |             |

| 2008. december 2. 17:45 | Horvátország       | 30–26  | Szerbia | Borisz Trajkovszki Sportcsarnok, Szkopje Nézőszám: 2000 Játékvezetők: Andersen, Sødal (NOR) |
| 2008. december 2. 17:45 | Golubic, Penezic 7 | (17–8) | Lekić 9 | Borisz Trajkovszki Sportcsarnok, Szkopje Nézőszám: 2000 Játékvezetők: Andersen, Sødal (NOR) |
| 2008. december 2. 17:45 | Jegyzőkönyv        |        |         | Borisz Trajkovszki Sportcsarnok, Szkopje Nézőszám: 2000 Játékvezetők: Andersen, Sødal (NOR) |

| 2008. december 2. 20:15 | Németország | 25–22   | Macedónia   | Borisz Trajkovszki Sportcsarnok, Szkopje Nézőszám: 4500 Játékvezetők: Brunovsky, Canda (SVK) |
| 2008. december 2. 20:15 | Krause 11   | (11–10) | Portjanko 8 | Borisz Trajkovszki Sportcsarnok, Szkopje Nézőszám: 4500 Játékvezetők: Brunovsky, Canda (SVK) |
| 2008. december 2. 20:15 | Jegyzőkönyv |         |             | Borisz Trajkovszki Sportcsarnok, Szkopje Nézőszám: 4500 Játékvezetők: Brunovsky, Canda (SVK) |

| 2008. december 4. 18:15 | Szerbia     | 31–32   | Németország | Borisz Trajkovszki Sportcsarnok, Szkopje Nézőszám: 3500 Játékvezetők: Lindroos, Leandersson (FIN) |
| 2008. december 4. 18:15 | Lekić 8     | (15–17) | Jurack 8    | Borisz Trajkovszki Sportcsarnok, Szkopje Nézőszám: 3500 Játékvezetők: Lindroos, Leandersson (FIN) |
| 2008. december 4. 18:15 | Jegyzőkönyv |         |             | Borisz Trajkovszki Sportcsarnok, Szkopje Nézőszám: 3500 Játékvezetők: Lindroos, Leandersson (FIN) |

| 2008. december 4. 20:15 | Macedónia            | 31–29   | Horvátország | Borisz Trajkovszki Sportcsarnok, Szkopje Nézőszám: 6000 Játékvezetők: Dobrovits, Tájok (HUN) |
| 2008. december 4. 20:15 | Kresoja, Portjanko 8 | (15–13) | Franic 7     | Borisz Trajkovszki Sportcsarnok, Szkopje Nézőszám: 6000 Játékvezetők: Dobrovits, Tájok (HUN) |
| 2008. december 4. 20:15 | Jegyzőkönyv          |         |              | Borisz Trajkovszki Sportcsarnok, Szkopje Nézőszám: 6000 Játékvezetők: Dobrovits, Tájok (HUN) |

| 2008. december 6. 18:15 | Németország | 32–27   | Horvátország | Borisz Trajkovszki Sportcsarnok, Szkopje Nézőszám: 1000 Játékvezetők: Rakytina, Tkachuk (UKR) |
| 2008. december 6. 18:15 | Walzik 10   | (19–13) | Arslanagic 8 | Borisz Trajkovszki Sportcsarnok, Szkopje Nézőszám: 1000 Játékvezetők: Rakytina, Tkachuk (UKR) |
| 2008. december 6. 18:15 | Jegyzőkönyv |         |              | Borisz Trajkovszki Sportcsarnok, Szkopje Nézőszám: 1000 Játékvezetők: Rakytina, Tkachuk (UKR) |

| 2008. december 6. 20:15 | Macedónia    | 31–30   | Szerbia | Borisz Trajkovszki Sportcsarnok, Szkopje Nézőszám: 6000 Játékvezetők: Baranowski, Lemanowicz (POL) |
| 2008. december 6. 20:15 | Todorovska 8 | (16–14) | Lekić 7 | Borisz Trajkovszki Sportcsarnok, Szkopje Nézőszám: 6000 Játékvezetők: Baranowski, Lemanowicz (POL) |
| 2008. december 6. 20:15 | Jegyzőkönyv  |         |         | Borisz Trajkovszki Sportcsarnok, Szkopje Nézőszám: 6000 Játékvezetők: Baranowski, Lemanowicz (POL) |

## Középdöntő

### 1. csoport
| Hely. | Csapat        | M | Gy | D | V | G+  | G–  | Gk  | P | Továbbjutás |
| ----- | ------------- | - | -- | - | - | --- | --- | --- | - | ----------- |
| 1.    | Norvégia      | 5 | 4  | 1 | 0 | 156 | 111 | +45 | 9 | Elődöntők   |
| 2.    | Spanyolország | 5 | 2  | 2 | 1 | 117 | 110 | +7  | 6 | Elődöntők   |
| 3.    | Románia       | 5 | 3  | 0 | 2 | 143 | 141 | +2  | 6 | 5. helyért  |
| 4.    | Magyarország  | 5 | 1  | 1 | 3 | 114 | 134 | −20 | 3 |             |
| 5.    | Ukrajna       | 5 | 1  | 1 | 3 | 130 | 148 | −18 | 3 |             |
| 6.    | Dánia         | 5 | 1  | 1 | 3 | 121 | 137 | −16 | 3 |             |

1. 1 2  Románia 18–26 Spanyolország
2. 1 2 3  Magyarország 3 pont, Ukrajna 2 pont, Dánia 1 pont

| 2008. december 9. 16:15 | Magyarország | 26–24  | Ukrajna     | Biljanini Izvori Sportcsarnok, Ohrid Nézőszám: 700 Játékvezetők: Nikolovski, Kolevski (MKD) |
| 2008. december 9. 16:15 | Görbicz 10   | (10–9) | Shymkute 11 | Biljanini Izvori Sportcsarnok, Ohrid Nézőszám: 700 Játékvezetők: Nikolovski, Kolevski (MKD) |
| 2008. december 9. 16:15 | Jegyzőkönyv  |        |             | Biljanini Izvori Sportcsarnok, Ohrid Nézőszám: 700 Játékvezetők: Nikolovski, Kolevski (MKD) |

| 2008. december 9. 18:15 | Románia         | 18–26 | Spanyolország | Biljanini Izvori Sportcsarnok, Ohrid Nézőszám: 1100 Játékvezetők: Lindroos, Leandersson (FIN) |
| 2008. december 9. 18:15 | Ardean-Elisei 7 | (9–9) | Aguilar 6     | Biljanini Izvori Sportcsarnok, Ohrid Nézőszám: 1100 Játékvezetők: Lindroos, Leandersson (FIN) |
| 2008. december 9. 18:15 | Jegyzőkönyv     |       |               | Biljanini Izvori Sportcsarnok, Ohrid Nézőszám: 1100 Játékvezetők: Lindroos, Leandersson (FIN) |

| 2008. december 9. 20:15 | Dánia       | 19–31   | Norvégia     | Biljanini Izvori Sportcsarnok, Ohrid Nézőszám: 1500 Játékvezetők: Marić, Mašić (SRB) |
| 2008. december 9. 20:15 | Troelsen 5  | (12–10) | Riegelhuth 9 | Biljanini Izvori Sportcsarnok, Ohrid Nézőszám: 1500 Játékvezetők: Marić, Mašić (SRB) |
| 2008. december 9. 20:15 | Jegyzőkönyv |         |              | Biljanini Izvori Sportcsarnok, Ohrid Nézőszám: 1500 Játékvezetők: Marić, Mašić (SRB) |

| 2008. december 10. 16:15 | Románia     | 40–32   | Ukrajna      | Biljanini Izvori Sportcsarnok, Ohrid Nézőszám: 700 Játékvezetők: Baranowski, Lemanowicz (POL) |
| 2008. december 10. 16:15 | Lecusanu 10 | (23–12) | Pidpalova 11 | Biljanini Izvori Sportcsarnok, Ohrid Nézőszám: 700 Játékvezetők: Baranowski, Lemanowicz (POL) |
| 2008. december 10. 16:15 | Jegyzőkönyv |         |              | Biljanini Izvori Sportcsarnok, Ohrid Nézőszám: 700 Játékvezetők: Baranowski, Lemanowicz (POL) |

| 2008. december 10. 18:15 | Magyarország       | 20–34  | Norvégia | Biljanini Izvori Sportcsarnok, Ohrid Nézőszám: 1000 Játékvezetők: Lindroos, Leandersson (FIN) |
| 2008. december 10. 18:15 | Bulath, Sopronyi 4 | (8–13) | Lunde 7  | Biljanini Izvori Sportcsarnok, Ohrid Nézőszám: 1000 Játékvezetők: Lindroos, Leandersson (FIN) |
| 2008. december 10. 18:15 | Jegyzőkönyv        |        |          | Biljanini Izvori Sportcsarnok, Ohrid Nézőszám: 1000 Játékvezetők: Lindroos, Leandersson (FIN) |

| 2008. december 10. 20:15 | Dánia       | 26–23   | Spanyolország | Biljanini Izvori Sportcsarnok, Ohrid Nézőszám: 700 Játékvezetők: Nikolovski, Kolevski (MKD) |
| 2008. december 10. 20:15 | Aaen 8      | (12–12) | Mangué 10     | Biljanini Izvori Sportcsarnok, Ohrid Nézőszám: 700 Játékvezetők: Nikolovski, Kolevski (MKD) |
| 2008. december 10. 20:15 | Jegyzőkönyv |         |               | Biljanini Izvori Sportcsarnok, Ohrid Nézőszám: 700 Játékvezetők: Nikolovski, Kolevski (MKD) |

| 2008. december 11. 16:15 | Magyarország      | 21–23   | Spanyolország | Biljanini Izvori Sportcsarnok, Ohrid Nézőszám: 1100 Játékvezetők: Brunovsky, Canda (SVK) |
| 2008. december 11. 16:15 | Görbicz, Vérten 4 | (12–10) | Mangué 7      | Biljanini Izvori Sportcsarnok, Ohrid Nézőszám: 1100 Játékvezetők: Brunovsky, Canda (SVK) |
| 2008. december 11. 16:15 | Jegyzőkönyv       |         |               | Biljanini Izvori Sportcsarnok, Ohrid Nézőszám: 1100 Játékvezetők: Brunovsky, Canda (SVK) |

| 2008. december 11. 18:15 | Dánia       | 25–30   | Ukrajna                | Biljanini Izvori Sportcsarnok, Ohrid Nézőszám: 1200 Játékvezetők: Marić, Mašić (SRB) |
| 2008. december 11. 18:15 | Skov 6      | (12–18) | Manaharova, Sheyenko 6 | Biljanini Izvori Sportcsarnok, Ohrid Nézőszám: 1200 Játékvezetők: Marić, Mašić (SRB) |
| 2008. december 11. 18:15 | Jegyzőkönyv |         |                        | Biljanini Izvori Sportcsarnok, Ohrid Nézőszám: 1200 Játékvezetők: Marić, Mašić (SRB) |

| 2008. december 11. 20:15 | Románia     | 31–37   | Norvégia     | Biljanini Izvori Sportcsarnok, Ohrid Nézőszám: 1500 Játékvezetők: Baranowski, Lemanowicz (POL) |
| 2008. december 11. 20:15 | Neagu 7     | (14–19) | Riegelhuth 7 | Biljanini Izvori Sportcsarnok, Ohrid Nézőszám: 1500 Játékvezetők: Baranowski, Lemanowicz (POL) |
| 2008. december 11. 20:15 | Jegyzőkönyv |         |              | Biljanini Izvori Sportcsarnok, Ohrid Nézőszám: 1500 Játékvezetők: Baranowski, Lemanowicz (POL) |

### 2. csoport
| Hely. | Csapat           | M | Gy | D | V | G+  | G–  | Gk  | P | Továbbjutás |
| ----- | ---------------- | - | -- | - | - | --- | --- | --- | - | ----------- |
| 1.    | Németország      | 5 | 4  | 1 | 0 | 145 | 121 | +24 | 9 | Elődöntők   |
| 2.    | Oroszország      | 5 | 3  | 1 | 1 | 137 | 116 | +21 | 7 | Elődöntők   |
| 3.    | Horvátország     | 5 | 2  | 0 | 3 | 149 | 146 | +3  | 4 | 5. helyért  |
| 4.    | Macedónia (R)    | 5 | 2  | 0 | 3 | 129 | 145 | −16 | 4 |             |
| 5.    | Svédország       | 5 | 1  | 2 | 2 | 110 | 125 | −15 | 4 |             |
| 6.    | Fehéroroszország | 5 | 0  | 2 | 3 | 133 | 150 | −17 | 2 |             |

1. 1 2 3  Horvátország 2 pont, +3 gk; Macedónia 2 pont, +1 gk; Svédország 2 pont, –4 gk

| 2008. december 8. 16:15 | Fehéroroszország | 35–43   | Horvátország | Borisz Trajkovszki Sportcsarnok, Szkopje Nézőszám: 600 Játékvezetők: Rakytina, Tkachuk (UKR) |
| 2008. december 8. 16:15 | Platanovich 9    | (18–21) | Golubić 12   | Borisz Trajkovszki Sportcsarnok, Szkopje Nézőszám: 600 Játékvezetők: Rakytina, Tkachuk (UKR) |
| 2008. december 8. 16:15 | Jegyzőkönyv      |         |              | Borisz Trajkovszki Sportcsarnok, Szkopje Nézőszám: 600 Játékvezetők: Rakytina, Tkachuk (UKR) |

| 2008. december 8. 18:15 | Svédország  | 22–33   | Németország | Borisz Trajkovszki Sportcsarnok, Szkopje Nézőszám: 2000 Játékvezetők: Dobrovits, Tájok (HUN) |
| 2008. december 8. 18:15 | Boson 6     | (11–15) | Jurack 10   | Borisz Trajkovszki Sportcsarnok, Szkopje Nézőszám: 2000 Játékvezetők: Dobrovits, Tájok (HUN) |
| 2008. december 8. 18:15 | Jegyzőkönyv |         |             | Borisz Trajkovszki Sportcsarnok, Szkopje Nézőszám: 2000 Játékvezetők: Dobrovits, Tájok (HUN) |

| 2008. december 8. 20:15 | Oroszország | 43–24   | Macedónia    | Borisz Trajkovszki Sportcsarnok, Szkopje Nézőszám: 6000 Játékvezetők: Andersen, Sødal (NOR) |
| 2008. december 8. 20:15 | Levina 7    | (15–12) | Todorovska 5 | Borisz Trajkovszki Sportcsarnok, Szkopje Nézőszám: 6000 Játékvezetők: Andersen, Sødal (NOR) |
| 2008. december 8. 20:15 | Jegyzőkönyv |         |              | Borisz Trajkovszki Sportcsarnok, Szkopje Nézőszám: 6000 Játékvezetők: Andersen, Sødal (NOR) |

| 2008. december 10. 16:15 | Oroszország | 24–21   | Horvátország | Borisz Trajkovszki Sportcsarnok, Szkopje Nézőszám: 500 Játékvezetők: Leifsson, Pálsson (ISL) |
| 2008. december 10. 16:15 | Khmyrova 5  | (11–10) | Franić 8     | Borisz Trajkovszki Sportcsarnok, Szkopje Nézőszám: 500 Játékvezetők: Leifsson, Pálsson (ISL) |
| 2008. december 10. 16:15 | Jegyzőkönyv |         |              | Borisz Trajkovszki Sportcsarnok, Szkopje Nézőszám: 500 Játékvezetők: Leifsson, Pálsson (ISL) |

| 2008. december 10. 18:15 | Svédország  | 24–23   | Macedónia     | Borisz Trajkovszki Sportcsarnok, Szkopje Nézőszám: 6000 Játékvezetők: Brunovsky, Canda (SVK) |
| 2008. december 10. 18:15 | Ahlm 8      | (13–13) | Todorovska 10 | Borisz Trajkovszki Sportcsarnok, Szkopje Nézőszám: 6000 Játékvezetők: Brunovsky, Canda (SVK) |
| 2008. december 10. 18:15 | Jegyzőkönyv |         |               | Borisz Trajkovszki Sportcsarnok, Szkopje Nézőszám: 6000 Játékvezetők: Brunovsky, Canda (SVK) |

| 2008. december 10. 20:15 | Fehéroroszország | 28–28   | Németország | Borisz Trajkovszki Sportcsarnok, Szkopje Nézőszám: 200 Játékvezetők: Bol, van Eck (NED) |
| 2008. december 10. 20:15 | Kurchankova 8    | (14–13) | Neukamp 6   | Borisz Trajkovszki Sportcsarnok, Szkopje Nézőszám: 200 Játékvezetők: Bol, van Eck (NED) |
| 2008. december 10. 20:15 | Jegyzőkönyv      |         |             | Borisz Trajkovszki Sportcsarnok, Szkopje Nézőszám: 200 Játékvezetők: Bol, van Eck (NED) |

| 2008. december 11. 16:15 | Svédország  | 24–29   | Horvátország | Borisz Trajkovszki Sportcsarnok, Szkopje Nézőszám: 300 Játékvezetők: Bol, van Eck (NED) |
| 2008. december 11. 16:15 | Flognman 4  | (13–10) | Arslanagić 7 | Borisz Trajkovszki Sportcsarnok, Szkopje Nézőszám: 300 Játékvezetők: Bol, van Eck (NED) |
| 2008. december 11. 16:15 | Jegyzőkönyv |         |              | Borisz Trajkovszki Sportcsarnok, Szkopje Nézőszám: 300 Játékvezetők: Bol, van Eck (NED) |

| 2008. december 11. 18:15 | Oroszország       | 22–27   | Németország       | Borisz Trajkovszki Sportcsarnok, Szkopje Nézőszám: 1000 Játékvezetők: Leifsson, Pálsson (ISL) |
| 2008. december 11. 18:15 | Khmyrova, Turey 6 | (12–14) | Jurack, Loerper 7 | Borisz Trajkovszki Sportcsarnok, Szkopje Nézőszám: 1000 Játékvezetők: Leifsson, Pálsson (ISL) |
| 2008. december 11. 18:15 | Jegyzőkönyv       |         |                   | Borisz Trajkovszki Sportcsarnok, Szkopje Nézőszám: 1000 Játékvezetők: Leifsson, Pálsson (ISL) |

| 2008. december 11. 20:15 | Fehéroroszország | 24–29   | Macedónia    | Borisz Trajkovszki Sportcsarnok, Szkopje Nézőszám: 6000 Játékvezetők: Dobrovits, Tájok (HUN) |
| 2008. december 11. 20:15 | Artsiukhovich 5  | (12–17) | Todorovska 7 | Borisz Trajkovszki Sportcsarnok, Szkopje Nézőszám: 6000 Játékvezetők: Dobrovits, Tájok (HUN) |
| 2008. december 11. 20:15 | Jegyzőkönyv      |         |              | Borisz Trajkovszki Sportcsarnok, Szkopje Nézőszám: 6000 Játékvezetők: Dobrovits, Tájok (HUN) |

## Helyosztók
|  |              |               |               |               |    |          |          |       |
|  | Elődöntők    | Elődöntők     | Elődöntők     |               |    | Döntő    | Döntő    | Döntő |
|  | Elődöntők    | Elődöntők     | Elődöntők     |               |    | Döntő    | Döntő    | Döntő |
|  | december 13. |               |               |               |    |          |          |       |
|  |              |               |               |               |    |          |          |       |
|  | I/1.         | Norvégia      | 24            |               |    |          |          |       |
|  | I/1.         | Norvégia      | 24            | december 14.  |    |          |          |       |
|  | II/2.        | Oroszország   | 18            |               |    |          |          |       |
|  | II/2.        | Oroszország   | 18            |               |    | Norvégia | Norvégia | 34    |
|  | december 13. |               |               |               |    | Norvégia | Norvégia | 34    |
|  |              |               | Spanyolország | Spanyolország | 21 |          |          |       |
|  | I/2.         | Spanyolország | Spanyolország | Spanyolország | 21 | 32       |          |       |
|  | I/2.         | Spanyolország |               |               |    |          |          |       |
|  | II/1.        | Németország   | 29            |               |    |          |          |       |
|  | II/1.        | Németország   | 29            | Bronzmérkőzés |    |          |          |       |
|  |              |               |               |               |    |          |          |       |
|  | december 14. |               |               |               |    |          |          |       |
|  |              |               |               |               |    |          |          |       |
|  | Oroszország  | Oroszország   | 24            |               |    |          |          |       |
|  | Oroszország  | Oroszország   | 24            |               |    |          |          |       |
|  | Németország  | Németország   | 21            |               |    |          |          |       |
|  | Németország  | Németország   | 21            |               |    |          |          |       |

### Az 5. helyért
| 2008. december 13. 11:30 | Románia   | 36–33 (h. u.)  | Horvátország         | Borisz Trajkovszki Sportcsarnok, Szkopje Nézőszám: 500 Játékvezetők: Leifsson, Pálsson (ISL) |
| 2008. december 13. 11:30 | Amariei 7 | (17–15, 29–29) | Arslanagic, Horvat 7 | Borisz Trajkovszki Sportcsarnok, Szkopje Nézőszám: 500 Játékvezetők: Leifsson, Pálsson (ISL) |
| 2008. december 13. 11:30 | 3× 2×     | Jegyzőkönyv    | 1× 3×                | Borisz Trajkovszki Sportcsarnok, Szkopje Nézőszám: 500 Játékvezetők: Leifsson, Pálsson (ISL) |

### Elődöntők
| 2008. december 13. 14:00 | Spanyolország | 32–29       | Németország | Borisz Trajkovszki Sportcsarnok, Szkopje Nézőszám: 1000 Játékvezetők: Andersen, Sødal (NOR) |
| 2008. december 13. 14:00 | Garmendia 8   | (12–13)     | Jurack 9    | Borisz Trajkovszki Sportcsarnok, Szkopje Nézőszám: 1000 Játékvezetők: Andersen, Sødal (NOR) |
| 2008. december 13. 14:00 | 4× 3×         | Jegyzőkönyv | 1× 3×       | Borisz Trajkovszki Sportcsarnok, Szkopje Nézőszám: 1000 Játékvezetők: Andersen, Sødal (NOR) |

| 2008. december 13. 16:30 | Norvégia     | 24–18       | Oroszország            | Borisz Trajkovszki Sportcsarnok, Szkopje Nézőszám: 1800 Játékvezetők: Brunovsky, Canda (SVK) |
| 2008. december 13. 16:30 | Riegelhuth 5 | (12–7)      | Turey, Poltoratskaya 4 | Borisz Trajkovszki Sportcsarnok, Szkopje Nézőszám: 1800 Játékvezetők: Brunovsky, Canda (SVK) |
| 2008. december 13. 16:30 | 3× 3×        | Jegyzőkönyv | 3× 3×                  | Borisz Trajkovszki Sportcsarnok, Szkopje Nézőszám: 1800 Játékvezetők: Brunovsky, Canda (SVK) |

### Bronzmérkőzés
| 2008. december 14. 14:00 | Oroszország     | 24–21       | Németország | Borisz Trajkovszki Sportcsarnok, Szkopje Nézőszám: 2300 Játékvezetők: Dobrovits, Tájok (HUN) |
| 2008. december 14. 14:00 | Poltoratskaya 8 | (17–11)     | Melbeck 6   | Borisz Trajkovszki Sportcsarnok, Szkopje Nézőszám: 2300 Játékvezetők: Dobrovits, Tájok (HUN) |
| 2008. december 14. 14:00 | 2× 4×           | Jegyzőkönyv | 1× 2×       | Borisz Trajkovszki Sportcsarnok, Szkopje Nézőszám: 2300 Játékvezetők: Dobrovits, Tájok (HUN) |

### Döntő
| 2008. december 14. 16:30 | Norvégia   | 34–21       | Spanyolország       | Borisz Trajkovszki Sportcsarnok, Szkopje Nézőszám: 5000 Játékvezetők: Rakytina, Tkachuk (UKR) |
| 2008. december 14. 16:30 | Nøstvold 7 | (13–12)     | Fernández, Mangué 4 | Borisz Trajkovszki Sportcsarnok, Szkopje Nézőszám: 5000 Játékvezetők: Rakytina, Tkachuk (UKR) |
| 2008. december 14. 16:30 | 2× 3×      | Jegyzőkönyv | 4× 3×               | Borisz Trajkovszki Sportcsarnok, Szkopje Nézőszám: 5000 Játékvezetők: Rakytina, Tkachuk (UKR) |

| A 2008-as női kézilabda-Európa-bajnokság győztese |
| ------------------------------------------------- |
| · Norvégia · 4. cím                               |

## Góllövőlista
| #   | Név                     | Ország        | Gólok |
| --- | ----------------------- | ------------- | ----- |
| 1.  | Linn-Kristin Riegelhuth | Norvégia      | 51    |
| 2.  | Grit Jurack             | Németország   | 46    |
| 3.  | Marta Mangué            | Spanyolország | 43    |
| 4.  | Görbicz Anita           | Magyarország  | 39    |
| 5.  | Natalija Todorovszka    | Macedónia     | 38    |
| 6.  | Andrea Penezić          | Horvátország  | 37    |
|     | Valentina Ardean-Elisei | Románia       | 37    |
| 8.  | Dijana Golubic          | Horvátország  | 33    |
|     | Julija Portjanko        | Macedónia     | 33    |
| 10. | Kristina Franic         | Horvátország  | 32    |

## All-star csapat
A torna legjobb védőjátékosának az orosz Nagyezsda Murajevát választották, a legértékesebb játékos pedig a norvég Kristine Lunde lett.
| Poszt      | Név                     | Ország        |
| ---------- | ----------------------- | ------------- |
| Kapus      | Katrine Lunde Haraldsen | Norvégia      |
| Balszélső  | Valentina Ardean-Elisei | Románia       |
| Balátlövő  | Tonje Larsen            | Norvégia      |
| Irányító   | Kristine Lunde          | Norvégia      |
| Beálló     | Begona Fernandez        | Spanyolország |
| Jobbátlövő | Grit Jurack             | Németország   |
| Jobbszélső | Linn-Kristin Riegelhuth | Norvégia      |

## Végeredmény
| Hely. | Csapat              | M | Gy | D | V | G+  | G–  | Gk  | P  |
| ----- | ------------------- | - | -- | - | - | --- | --- | --- | -- |
|       | Norvégia            | 8 | 7  | 1 | 0 | 248 | 169 | +79 | 15 |
|       | Spanyolország       | 8 | 4  | 2 | 2 | 199 | 197 | +2  | 10 |
|       | Oroszország         | 8 | 5  | 1 | 2 | 210 | 183 | +27 | 11 |
| 4.    | Németország         | 8 | 5  | 1 | 2 | 227 | 208 | +19 | 11 |
|       |                     |   |    |   |   |     |     |     |    |
| 5.    | Románia             | 7 | 5  | 0 | 2 | 209 | 199 | +10 | 10 |
| 6.    | Horvátország        | 7 | 3  | 0 | 4 | 212 | 208 | +4  | 6  |
|       |                     |   |    |   |   |     |     |     |    |
| 7.    | Észak-Macedónia (R) | 6 | 3  | 0 | 3 | 160 | 175 | −15 | 6  |
| 8.    | Magyarország        | 6 | 2  | 1 | 3 | 143 | 160 | −17 | 5  |
| 9.    | Svédország          | 6 | 2  | 2 | 2 | 134 | 135 | −1  | 6  |
| 10.   | Ukrajna             | 6 | 2  | 1 | 3 | 168 | 172 | −4  | 5  |
| 11.   | Dánia               | 6 | 2  | 1 | 3 | 145 | 160 | −15 | 5  |
| 12.   | Fehéroroszország    | 6 | 1  | 2 | 3 | 164 | 171 | −7  | 4  |
|       |                     |   |    |   |   |     |     |     |    |
| 13.   | Szerbia             | 3 | 0  | 0 | 3 | 87  | 93  | −6  | 0  |
| 14.   | Franciaország       | 3 | 0  | 0 | 3 | 74  | 83  | −9  | 0  |
| 15.   | Ausztria            | 3 | 0  | 0 | 3 | 53  | 86  | −33 | 0  |
| 16.   | Portugália          | 3 | 0  | 0 | 3 | 67  | 101 | −34 | 0  |